# Сельское поселение Машоновское
Сельское поселение Машо́новское — упразднённое в 2017 году муниципальное образование (сельское поселение) упразднённого Зарайского муниципального района Московской области.

## Общие сведения
Образовано в ходе муниципальной реформы, в соответствии с Законом Московской области от 28.02.2005 года № 63/2005-ОЗ «О статусе и границах Зарайского муниципального района и вновь образованных в его составе муниципальных образований».
Административный центр — деревня Мендюкино.
Глава сельского поселения — Буров Сергей Александрович. Адрес администрации: 140614, Московская область, Зарайский район, д. Мендюкино, ул. Сельхозтехника, д. 10.
В состав сельского поселения входят 22 населённых пункта трёх упразднённых административно-территориальных единиц — Машоновского, Протекинского и Черневского сельских округов.

## География
Расположено в северо-западной части Зарайского района. На северо-востоке граничит с сельским поселением Гололобовское, на востоке — с городским поселением Зарайск, на юге — с сельским поселением Струпненское, на юго-западе — с городским округом Кашира, на западе и северо-западе — с городским округом Озёры, на севере — с сельским поселением Астаповское Луховицкого района. Площадь территории сельского поселения — 19 971 га.

## Население
| 2006  | 2007  | 2008  | 2009  | 2010  | 2011  | 2012  | 2013  |
| ----- | ----- | ----- | ----- | ----- | ----- | ----- | ----- |
| 3686  | ↘3592 | ↗3597 | ↗3612 | ↗3811 | ↘3787 | →3787 | ↘3784 |
| 2014  | 2015  | 2016  | 2017  |       |       |       |       |
| ↘3753 | ↘3677 | ↘3661 | ↗3667 |       |       |       |       |

## Состав сельского поселения
| №  | Населённый пункт                             | Тип населённого пункта          | Население |
| -- | -------------------------------------------- | ------------------------------- | --------- |
| 1  | Аргуново                                     | деревня                         | →1        |
| 2  | Баребино                                     | деревня                         | ↘4        |
| 3  | Великое Поле                                 | деревня                         | ↗106      |
| 4  | Гремячево                                    | деревня                         | →2        |
| 5  | Дубакино                                     | деревня                         | ↘3        |
| 6  | Маркино                                      | деревня                         | ↗13       |
| 7  | Машоново                                     | деревня                         | ↗52       |
| 8  | Мендюкино                                    | деревня, административный центр | ↘1375     |
| 9  | Овечкино                                     | деревня                         | ↗105      |
| 10 | Потлово                                      | деревня                         | ↘1        |
| 11 | Пронюхлово                                   | деревня                         | ↗53       |
| 12 | Протекино                                    | село                            | ↗689      |
| 13 | Радушино                                     | деревня                         | ↘19       |
| 14 | Ратькино                                     | деревня                         | ↗5        |
| 15 | Секирино                                     | деревня                         | ↗42       |
| 16 | Солопово                                     | деревня                         | ↘91       |
| 17 | Спас-Дощатый                                 | село                            | ↗7        |
| 18 | Титово                                       | деревня                         | ↗49       |
| 19 | Трасна                                       | деревня                         | ↗36       |
| 20 | Центральной усадьбы совхоза «40 лет Октября» | посёлок                         | ↘1001     |
| 21 | Чернево                                      | деревня                         | ↗155      |
| 22 | Шарапово                                     | деревня                         | ↘2        |